# Mili Eshet

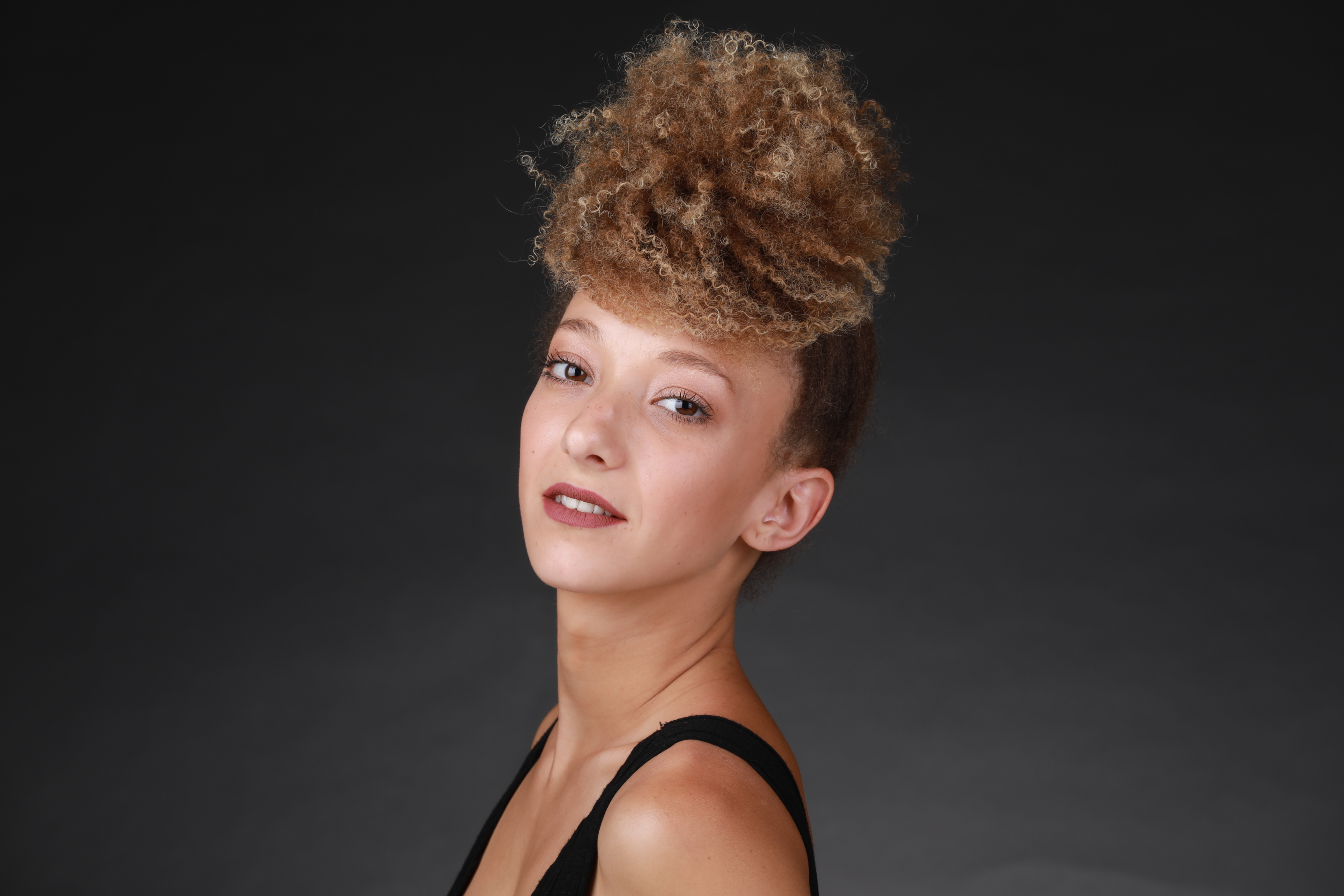
Mili Eshet

Mili Eshet (hebräisch מילי עשת; * 30. Juni 1993 in Jerusalem) ist eine israelische Schauspielerin und Synchronsprecherin.

## Leben und Karriere
Eshet wurde als Tochter von Arik Eshet und Ilva Grunuvich in Jerusalem geboren. Beide Eltern sind Synchronsprecher. Sie wuchs im Moschav Mesilat Zion auf und hat zwei jüngere Schwestern, darunter die Schauspielerin Maya Eshet.
Ihre Karriere begann Eshet als Synchronsprecherin. Im Alter von 9 Jahren sprach sie die Rolle der Lucy in der hebräischen Version der Zeichentrickserie Am Zoo 64. Später folgten weitere Synchronrollen in Barbie: Pegasus und die Zauberhaften Flügel und Barbie in: Die 12 tanzenden Prinzessinnen. Ihr Debüt als Schauspielerin gab sie 2009 im Film Ili and Ben. 2023 trat Eshet in der Serie Sovietska auf. 2024 wurde sie für die Miniserie The Tattooist of Auschwitz gecastet.

## Filmografie
Filme
- 2008: Eli & Ben
- 2016: Jenseits der Berge und Hügel
- 2018: Homeward Bound
- 2019: Hashkama
- 2021: Aheds Knie
- 2021: Take the 'A' Train
- 2022: Barren
- 2023: Kissufim

Serien
- 2019: Hamishim – Fünfzig
- 2023: Sovietzka
- 2024: The Tattooist of Auschwitz